# Automeris denticulatus
Automeris denticulatus é uma espécie de mariposa do gênero Automeris, da família Saturniidae.